# Wound Repair and Regeneration
Wound Repair and Regeneration, abgekürzt Wound Repair Regen., ist eine wissenschaftliche Fachzeitschrift, die vom Wiley-Blackwell-Verlag veröffentlicht wird. Die Zeitschrift ist das offizielle Publikationsorgan der Wound Healing Society, der European Tissue Repair Society, der Japanese Society for Wound Healing und der Australian Wound Management Association. Sie erscheint mit sechs Ausgaben im Jahr und veröffentlicht Arbeiten, die sich mit den Themen Wundheilung und Gewebsregeneration beschäftigen.
Der Impact Factor lag im Jahr 2014 bei 2,745. Nach der Statistik des ISI Web of Knowledge wird das Journal mit diesem Impact Factor in der Kategorie Dermatologie an zwölfter Stelle von 62 Zeitschriften, in der Kategorie Zellbiologie an 114. Stelle von 184 Zeitschriften, in der Kategorie Chirurgie an 43. Stelle von 198 Zeitschriften und in der Kategorie experimentelle und forschende Medizin an 51. Stelle von 123 Zeitschriften geführt.